# Arhiducesa Gertrud de Austria

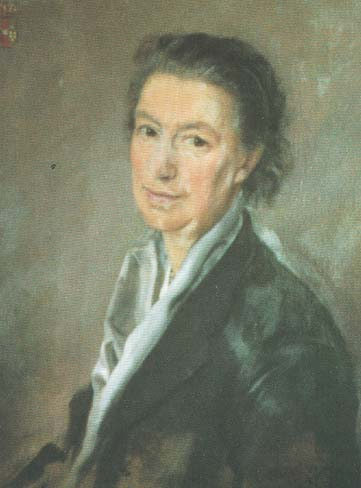
Arhiducesa Gertrud de Austria

Arhiducesa Gertrud de Austria (19 noiembrie 1900 – 20 decembrie 1962) a fost fiica Arhiducelui Franz Salvator, Prinț de Toscana și a Arhiducesei Marie Valerie de Austria.

## Biografie
S-a născut la Wallsee-Sindelburg, la 19 noiembrie 1900 ca al șaselea copil și a treia fiică a Arhiducelui Franz Salvator, Prinț de Toscana și a Arhiducesei Marie Valerie de Austria. Tatăl ei era al doilea fiu al Arhiducelui Karl Salvator și a Prințesei Maria Immaculata de Bourbon-Două Sicilii. Mama ei era fiica cea mică a împăratului Franz Joseph al Austriei și a împărătesei Elisabeta.
La 29 decembrie 1931, la Bad Ischl, Gertrude s-a căsătorit cu contele Georges de Walburg-Zeil, văduvul surorii ei Elisabeta. Cuplul a avut doi copii:
- Sofia (n. 5 decembrie 1932), căsătorită cu Wessel Freiherr von Loe (n. 1928)
- Joseph (12 aprilie 1934), căsătorit cu Maria Benedetta Redwitz (n. 1937)